# گزدره
گزدره روستایی از توابع بخش مرکزی شهرستان تکاب در استان آذربایجان غربی ایران است.
گزدره به زبان ترکی که به معنی محل تفریح می‌باشد. در زبان کردی گزدره به معنای دره ای که در آن درختچه‌های گز رشد می‌کند. در پایین دست روستا همچنان آثاری از درختچه‌های گز وجود دارد. مردمان این روستا در گذشته از ترکه‌های درخت گز برای ساخت جاروهای دستی و بافتن سبد استفاده می‌کرده‌اند. گزدره در جنوب شهر تکاب واقع گردیده و با این شهر پانزده کیلومتر فاصله دارد. راه دسترسی به روستا در چند سال اخیر آسفالت شده‌است. با حرکت از شهر تکاب پس از عبور از روستای حاجی بابای اول، دوم و سوم و روستای آق قلعه می‌توان به روستای گزدره رسید. 

## مردم‌شناسی
مردم گزدره به زبان کردی سورانی شاخه اردلانی سخن می‌گویند و با زبان مردم سنندج تفاوت چندانی ندارد. مردم این روستا شافعی مذهب هستند. 

## جغرافیا
گزدره در انتهای حوضه آبخیز گزرده واقع گردیده و آب حاصل از چشمه‌های متعدد دایمی و فصلی موجود در این حوضه پس از عبور از درهٔ اصلی که روستای گزدره در آن واقع گردیده، در نهایت به رودخانه حاجی بابا می‌ریزد. رودخانه حاجی بابا با عبور از شهرستان تکاب به رودخانه ساروق می‌پیوندد. رود ساروق نیز در نهایت با پیوستن به زرینه رود به دریاچه ارومیه می‌ریزد؛ بنابراین گزدره در حوضه آبخیز دریاچه ارومیه واقع گردیده‌است. رود گزدره یک رود فصلی است و در فصل تابستان خشک می‌گردد.
مردم گزدره جهت شناسایی کوه‌ها، دره‌ها، چشمه‌ها و مناطق و مراتع برای آنها اسامی محلی در نظر گرفته‌اند. اصلی‌ترین این اسامی عبارت است از: کونا چاله‌که، دیه‌کۆن، یۆنجه جار، هه‌واره به‌رزه، سه‌رده‌شته، دۆڵه وشکه، بان سه‌ردار، به‌ش کوێغا ئه‌حمه‌و، په‌ل حه‌مه عه‌لی، یاڵه که‌وو، به‌ران گوروخواردو، قلیان قوچ، خوه‌شی زامار، کانی چه‌رموو، په‌ل قاره‌مان، په‌ل گیای کوێغا، قلیان قوچ، سه‌رده‌شته، بان سه‌ردار، به‌ر هه‌کز، شانشین، ڕۆسته‌م خانه، هه‌واره به‌رزه، بان نه‌زریا و غیره. چشمه‌های اصلی گزدره کانی چه‌رموو و کانی کوزه‌ڵه هستند که در اکثر مواقع سال آب دارند. مزارع و مراتع گزدره بیشتر در جنوب غرب روستا واقع گردیده‌اند.
مساحت کل حوزه متعلق به روستای گزدره حدود دو هزار و پانصد هکتار است. که به دو قسمت مراتع و مزارع تفسیم می‌شود. محصولات کشاورزی روستا گندم و نخود می‌باشند. گندم و نخود به صورت دیم کشت می‌شوند. در کنار کشاورزی مردم گزدره به دامداری مشغول هستند. علوفه مورد نیاز دامها را از چیدن علوفه مراتع و دره‌ها به دست می‌آورند. پوشش اصلی گیاهی روستا در مراتع گیاه گون است. 
گزدره با روستای‌های آق قلعه از شمال، با روستای حاجی بابا از سمت شمال غربی، با روستای تگرباری از سمت غرب، با روستای کوتان علیا از سمت جنوب، با روستای سبیل از سمت شرق و با روستای قرخلو از سمت شمال شرق همسایه است.

## اقتصاد
درآمد اصلی مردم گزدره از راه کشاورزی و دامداری است. محصولات اصلی کشاورزی گزدره گندم و نخود است. مردم گزدره در کنار کشاورزی به پرورش گاو، گوسفند و بز مشغول هستند. در سالهایی که به میزان کافی بارندگی وجود داشته میزان تولید گندم کل روستا بالغ بر پانصد تن بوده‌است. زنان روستا با بافتن قالی افشار نقش مهمی در درآمد زایی روستا دارند. فرش‌های این ناحیه جزو برترین فرش‌های دستباف ایران است. 

## جمعیت
این روستا در دهستان انصار قرار دارد و براساس سرشماری مرکز آمار ایران در سال ۱۳۹۵، جمعیت آن ۹۵۰ نفر (۱۲۰خانوار) بوده‌است. میزان مهاجرت به شهر در این روستا پایین است و مردم آن تمایل به مهاجرت ندارند. آسفالت سازی راه، آب لوله‌کشی مدرسه و بهداشت و از طرفی درآمد مناسب کشاورزی و دامداری مانع از مهاجرت مردم شده‌است. 

## پیشینه تاریخی
در مورد تاریخ شکل‌گیری روستا اطلاعات دقیقی در دسترس نیست. در اطراف چشمه‌های واقع در دره «ده کهن» این روستا آثاری از یک گورستان کهن در اثر حفاری‌های افراد سودجو پدیدار شده‌است. گورها در واقع اتاقک‌های سنگی به ارتفاع تقریبی صد و بیست سانتی‌متر، طول دو متر و عرض یک متر هستند. این گورها بر اساس نوع و معماری آنها احتمالاً متعلق به دوره ماد می‌باشند. تپه دره ده کهن در سال ۱۳۸۵ با شماره ۱۶۷۵۵ به ثبت ملی رسیده‌است. این روستا به دلیل مراتع و چشمه‌های متعدد از دیرباز سکونتگاه انسان‌ها بوده‌است. در منطقه ای به نام «ده کهن» در اطراف روستا آثاری از یک روستای کهن وجود دارد و بنابر اعتقاد مردم محلی روستا ابتدا در آنجا بوده‌است.